# 사후인 문화

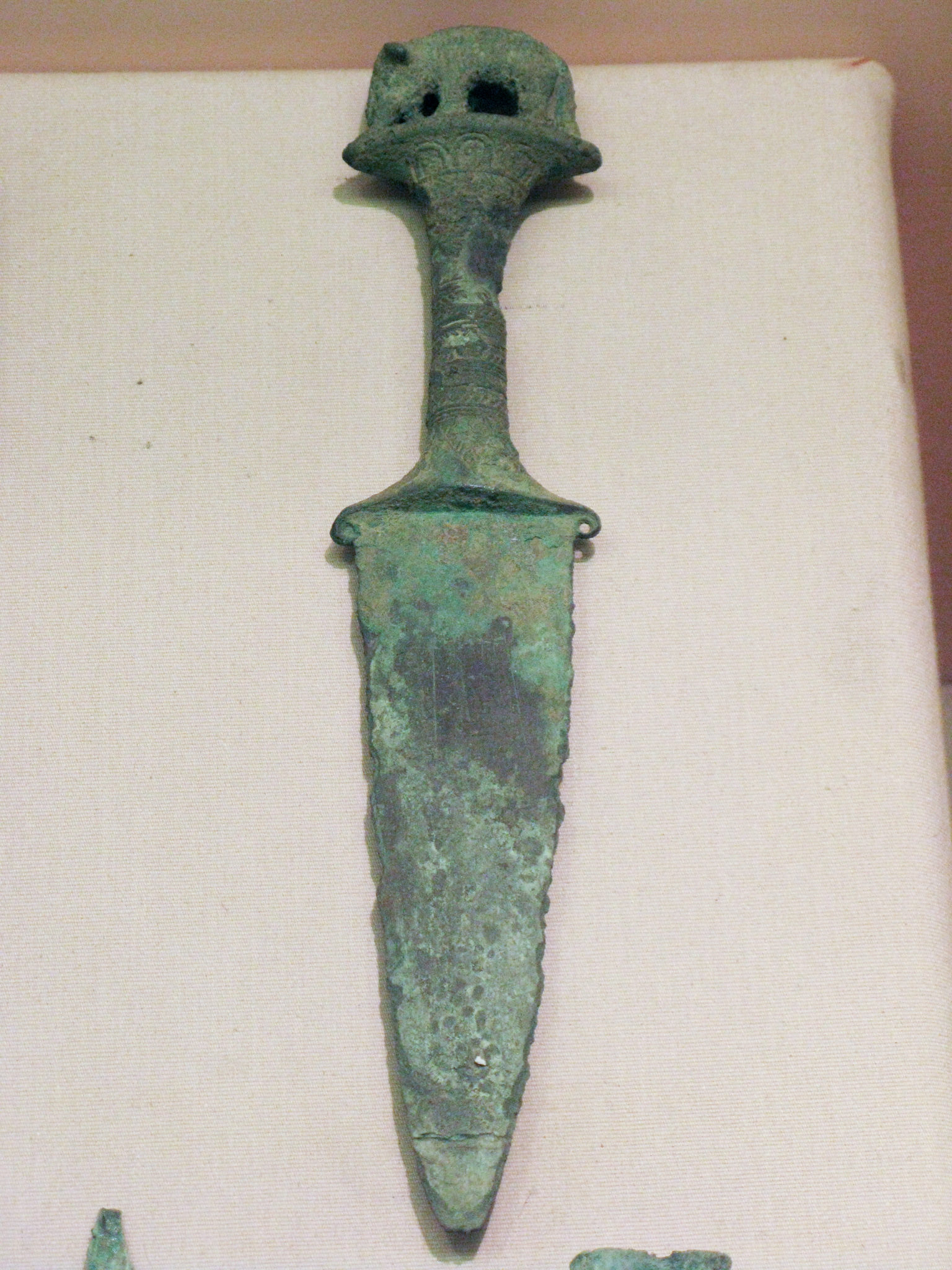
사후인 문화 청동검

사후인 문화(베트남어: Văn hóa Sa Huỳnh, 沙黃文化)는 기원전 1000년부터 기원후 200년 무렵까지 오늘날의 중부 및 남부 베트남에서 융성했던 문화이다. 사후인 문화를 나타내는 유물들이 중부 베트남의 메콩강과 꽝빈 성 사이에서 발견되었다.

## 같이 보기
- 오스트로네시아족
- 단지평원
- 옥에오
- 참파
- 타본 동굴